# Giuseppe Antonio Felice Orelli
Giuseppe Antonio Felice Orelli (* 13. Februar 1706 in Locarno; † um 1776 in Bergamo) war ein Schweizer Maler des Barock.

## Leben
Giuseppe Antonio Felice Orelli war der Sohn des Malers Baldassare Antonio Orelli (1669–1731) und der Annunciata Maria Teresa Tuone. Um 1720 hielt er sich als Gast seines Grossvaters Federico Tuone, der Mitglied der Accademia Ambrosiana war, in Mailand auf. In der Folge kehrte er in das Tessin zurück und vermählte sich dort 1742 mit Maria Gerolama de’Leoni. 1751 hielt er sich wieder in Mailand auf, liess sich aber später in der Umgebung von Bergamo nieder. 1768 kehrte er in das Tessin zurück. Die Werkstatt in Bergamo wurde von seinem Sohn Vincenzo Angelo fortgeführt.

## Werk

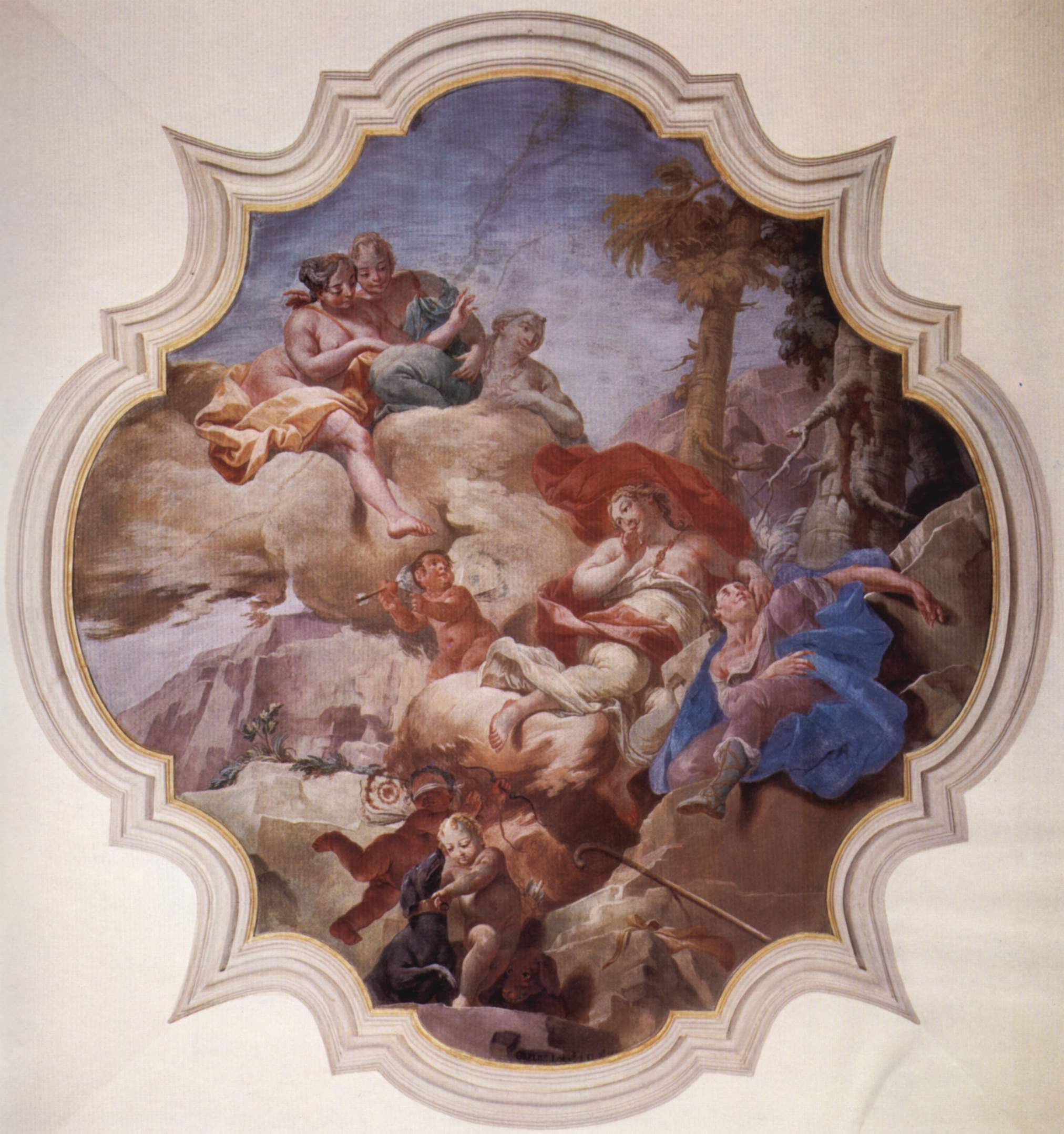
Selene und Endymion, Deckenfresko im «Palazzo Riva», Lugano

Als Exponent des lombardischen Barock bearbeitete der in Norditalien und im Kanton Tessin tätige Orelli als Tafel- und Freskenmaler religiöse, historische und mythologische Themen. Aus dem Jahr 1737 stammt das erste bekannte Werk, eine Beschneidung in der Pfarrkirche von Arcegno. In Bergamo schuf er eine grosse Zahl von Werken mit religiösem Inhalt für die Kirchen der Stadt und die Pfarrkirchen des Umlands, aber auch profane Malereien für die Häuser der lombardischen Aristokratie. Zu nennen sind die mythologischen Fresken für den «Palazzo Terzi» in Bergamo. Nach 1768 führte er lokale Aufträge aus, so 1773 das Urteil des Paris in der «Casa Rusca» in Locarno und Grisaillen im «Palazzo Riva» in Lugano. Sein Fresko Angeli musicanti (1750–1755) ist zu sehen in der kantonalen Pinakothek Giovanni Züst in Rancate.